# Di’Shon Bernard
Di’Shon Joel Bernard (London, 2000. október 14. –) angol labdarúgó, a Sheffield Wednesday középhátvéde.
Bernard 2017-ben csatlakozott a United utánpótláscsapatához, 2019 novemberében mutatkozott be a felnőtt csapatban az Asztana ellen, az Európa-ligában. Kölcsönben volt a Salford City és a Hull City játékosa, mindkét csapatban játszott legalább 26 bajnokit. 2023-ban a Sheffield Wednesday szerződtette, miután szerződése lejárt Manchesterben.

## Pályafutása

### Klubcsapatokban
Bernard 16 évesen csatlakozott a Manchester United akadémiájához, ami előtt a Chelsea utánpótlás csapatában játszott. A felnőtt csapatban az Európa-ligában mutatkozott be, 2019. november 28-án, a kazah Asztana ellen. Öngólt lőtt a meccsen, a United 2–1-re kikapott.
Bernard 2020. október 16-án a negyedosztályban játszó Salford City játékosa lett kölcsönben. Október 24-én mutatkozott be, a 61. percben állt be Oscar Threlkeld cseréjeként, a Crawley Town elleni döntetlen során. Első gólját december 2-án szerezte meg, a hosszabbításban talált be a Carlisle United ellen. 2021. január 15-én a kölcsönt meghosszabbították a szezon végéig. Bernard azt nyilatkozta, hogy ez a szezon nagyon fontos volt fejlődésében és azt mondta, hogy remélte, hogy Axel Tuanzebe-hez hasonlóan a felnőtt csapat tagja lehet több kölcsönszereplése után. A 2020-as EFL Trophy döntőben nem játszhatott, hiszen a szezonban már szerepelt a sorozatban a United utánpótlás csapatának tagjaként.
2021. július 30-án kölcsönbe adták a másodosztályú Hull City-be, ahol augusztus 10-én mutatkozott be, a Wigan Athletic elleni ligakupa meccsen, ami büntetőpárbajjal ért véget, 1–1-es döntetlen után.
2023 augusztusában szerződtette a másodosztályba feljutó Sheffield Wednesday.

### A válogatottban
Angliában született jamaicai szülők gyerekeként, kijelentette, hogy szívesen képviselné Jamaicát a válogatottban.

## Statisztika
Frissítve: 2023. május 10.
| Csapat                    | Szezon           | Bajnokság        | Bajnokság | Bajnokság | Kupa | Kupa  | Ligakupa | Ligakupa | Nemzetközi | Nemzetközi | Egyéb | Egyéb | Összesen | Összesen |
| Csapat                    | Szezon           | Osztály          | P.        | Gólok     | P.   | Gólok | P.       | Gólok    | P.         | Gólok      | P.    | Gólok | P.       | Gólok    |
| ------------------------- | ---------------- | ---------------- | --------- | --------- | ---- | ----- | -------- | -------- | ---------- | ---------- | ----- | ----- | -------- | -------- |
| Manchester United U21     | 2019–20          | —                | —         | —         | —    | —     | —        | —        | —          | —          | 4     | 0     | 4        | 0        |
| Manchester United U21     | 2020–21          | —                | —         | —         | —    | —     | —        | —        | —          | —          | 2     | 0     | 2        | 0        |
| Manchester United U21     | Összesen         | Összesen         | —         | —         | —    | —     | —        | —        | —          | —          | 6     | 0     | 6        | 0        |
| Manchester United         | 2019–20          | Premier League   | 0         | 0         | 0    | 0     | 0        | 0        | 1          | 0          | —     | —     | 1        | 0        |
| Manchester United         | 2020–21          | Premier League   | 0         | 0         | 0    | 0     | 0        | 0        | 0          | 0          | —     | —     | 0        | 0        |
| Manchester United         | 2021–22          | Premier League   | 0         | 0         | 0    | 0     | 0        | 0        | 0          | 0          | —     | —     | 0        | 0        |
| Manchester United         | 2022–23          | Premier League   | 0         | 0         | 0    | 0     | 0        | 0        | 0          | 0          | —     | —     | 0        | 0        |
| Manchester United         | Összesen         | Összesen         | 0         | 0         | 0    | 0     | 0        | 0        | 1          | 0          | —     | —     | 1        | 0        |
| Salford City (kölcsönben) | 2020–2021        | League Two       | 30        | 2         | 1    | 0     | 0        | 0        | —          | —          | —     | —     | 31       | 2        |
| Hull City (kölcsönben)    | 2021–2022        | Championship     | 26        | 0         | 1    | 0     | 1        | 0        | —          | —          | —     | —     | 28       | 0        |
| Portsmouth (kölcsönben)   | 2022–2023        | League One       | 10        | 0         | —    | —     | —        | —        | —          | —          | —     | —     | 10       | 0        |
| Sheffield Wednesday       | 2023–2024        | Championship     | 0         | 0         | 0    | 0     | 0        | 0        | 0          | 0          | 0     | 0     | 0        | 0        |
| Karrier összesen          | Karrier összesen | Karrier összesen | 66        | 2         | 2    | 0     | 1        | 0        | 1          | 0          | 7     | 0     | 77       | 2        |

1. 1 2  Pályára lépések az EFL Trophy-ban
2. ↑  Pályára lépések az Európa-ligában